# Anségise de Fontenelle
Pour l’article homonyme, voir Anségise.
Anségise est un saint, religieux franc, né vers 770 et mort le dimanche 20 juillet 833. Diplomate de Charlemagne et de Louis le Pieux, il fut abbé de Luxeuil puis de Fontenelle. Il a compilé les capitulaires des rois Francs.

## Biographie
Il eut pour père Anastase et pour mère Himilrade, issu de sang royal. On croit apercevoir dans son testament des indices de son lieu de naissance, qui serait près du monastère de Brebone ou Saint-Rembert, dans le diocèse de Lyon.
Il fit de bonnes études, puisqu'il passait en son temps pour être habile dans les Lettres sacrées et profanes au monastère de Saint-Rambert-en-Bugey. Lorsqu'il fut en âge de choisir le genre de vie qu'il désirait, il se retira à Fontenelle auprès de son oncle abbé du monastère Saint Gervold.
Il commence sa carrière comme moine à l'abbaye de Fontenelle et Gervold, son oncle le tonsura. Il le fait connaître à l'empereur Charlemagne vers 795 en l'emmenant à Aix-la-Chapelle, et celui-ci lui confie rapidement la tâche de réformer les monastères de Saint Sixte, près de Reims et de Saint-Memius, dans le diocèse de Châlons, tâche dont il s'acquitte avec succès. Charlemagne le nomme ensuite abbé de Saint-Germer-de-Fly au diocèse de Beauvais, en 807 et il assure en même temps la supervision des travaux royaux, sous la direction générale de l'abbé Eginhard, dont il devient l'ami. Ce dernier était intendant des bâtiments impériaux, abbé laïc de Seligenstad (Franconie), de Saint-Jean-Baptiste de Pavie, de Saint-Wandrille, de Saint-Servais de Maastricht et des saints Pierre et Bavon de Gand. L'empereur l'emploie également à diverses ambassades dont il s'acquitte avec honneur et succès.
En 817, l'empereur Louis le Pieux, dit aussi Le Débonnaire l'utilise comme son père dans différentes négociations et le nomme abbé de la célèbre abbaye de Luxeuil, fondée par saint Colomban vers 590, après la mort de Dadim (ou de Léotric). Pour maintenir l'unité de l'empire, Louis associe son fils Lothaire au gouvernement. Bernard, frère de Louis et roi d'Italie, se rebelle. Il est condamné à mort en 818 et ses demi-frères Drogon et Hugues sont enfermés, le premier à Luxeuil où il retrouve Anségise, le second à Charroux dans la Vienne.
Après avoir réformé Luxeuil et récupéré des biens qui avaient été dérobés au monastère, entre autres le prieuré de Clefmont (Haute-Marne), il obtient de l'empereur Louis le fameux diplôme énumérant les biens du monastère. Il est nommé abbé de l'abbaye de Saint-Wandrille de Fontenelle en janvier 823, après la démission volontaire d'Éginhard. Fontenelle est l'abbaye où il avait commencé sa vie religieuse et il la réforme également avec succès, comme ses précédentes abbayes. Il se retrouve pourvu de trois abbayes en même temps. Il y fait revivre l'esprit de Saint-Benoît et la discipline.
Il restaure les édifices, en ajoute de nouveaux et les embellit de peintures murales, d’orfèvrerie, sans oublier les bibliothèques, pourvues de bons livres. Il fit faire une galerie couverte de l’église de Saint-Pierre à la chapelle Saint-Martin, recouverte de lames de fer. À Fontenelle, au début du IXe siècle il construit les logis conventuels.
Il est également connu comme le compilateur des capitulaires des rois des Francs, codification des lois civiles et religieuses qui fut un texte de référence pendant plusieurs siècles. Cet ouvrage ne sera imprimé dans son intégrité qu'en 1588 par Claude Chappelet à Paris,  à l'initiative du juriste humaniste  Pierre Pithou (1539-1596) sous le titre Karoli Msgni et Ludovici pii christianiss. regum et impp. Francorum capitula sive Francorum leges ecclesiasticae et civiles ab Ansegiso abbate collectae....
Tombé paralysé, vers 831 ou 832, il fit son testament et choisit saint Hildeman évêque de Beauvais, et Bertonicus ainsi que le moine Landonus pour être ses exécuteurs testamentaires. Anségise y décide un grand nombre de legs, car il possédait des biens considérables.
Il meurt le 20 juillet 833 et est inhumé à Fontenelle, dans la salle du chapitre qu'il avait fait construire. Il donna trente et un volumes à l'abbaye de Fontennelle, et son successeur Joseph Ier fit bâtir une tour pour les mettre en sûreté,. À Luxeuil il était célébré comme un saint au mois de février.

## Œuvres
- 827 : Capitulaires des rois des Francs, divisés en quatre livres. Dans le premier : les capitulaires de Charlemagne, qui concernent les matières ecclésiastiques en 162 articles ; dans le second, ceux touchant Louis le Débonnaire, en 48 articles, le troisième livre, les capitulaires de Charles sur les matières profanes en 91 articles, et le quatrième livre, ceux de l'empereur Louis, son fils sur les mêmes matières en 77 articles. À la fin de ce quatrième livre, il ajouta trois appendices de capitulaires imparfaits ou répétés. Son travail sera repris par Benoît, diacre de l'église de Mayence :
Caroli Magni et Ludovici Pii Imperatorum capitularia, ab Ansegiso, Abbate, collecta et in quatuor libros distributa : ad calcem subjiciuntur excerpta ex capitularibus eorumdem Imperatorum, ms. Latin 4762, 138p.
- Constitution pour pourvoir à l'entretien des moines de Fontenelle[9].

## Fonctions
- 807 : directeur des Œuvres royales (exactor ope-rum regalium) à Aix-la-Chapelle ;
- avant 807 : abbé réformateur, de l'abbaye de Saint-Sixte de Reims ;
- avant 807 : abbé réformateur, de l'abbaye de Saint-Memmie de Châlons (Châlons-en-Champagne) ;
- 807 : abbé de l'abbaye Saint-Germer-de-Fly ;
- 813-817 : il participe  entre ces deux dates à différents conciles et synodes tenus à Aix-la-Chapelle ;
- 817 : abbé de l'abbaye de Luxeuil ;
- 823 : abbé de l'abbaye de Saint-Wandrille de Fontenelle.

## Sources
- (en) Cet article est partiellement ou en totalité issu de l’article de Wikipédia en anglais intitulé « Ansegisus » (voir la liste des auteurs).